# アンリ・デュラン
アンリ・デュラン（Henri Durand, 1960年8月21日 - ）は、フランス出身のレースカーデザイナーである。

## 経歴
フランスのマザメ（Mazamet）出身。
エアバス社の本社が所在するフランス航空産業のメッカであるトゥールーズ近郊という環境もあって、航空マニアとして育った。
国立航空建設技術者学校（ENSAE, École Nationale Supérieure de l'Aéronautique et de l'Espace）で航空力学を学び、1983年に卒業し修士。
卒業後まもなく、1979-80年のチームの成功を再現するために空力設計の専門家を探していたF1のリジェチームに、チーフエアロダイナミストとして加入し、1987年まで在籍。チームは1984年、ルノーのターボエンジンを搭載する契約を結び、リジェの成績と獲得ポイントは順調に向上したが、ルノーの撤退によりエンジンを失うと、メガトロンエンジンを積んだ1987年、ジャッドエンジンを積んだ1988年と、成績が一挙に低迷した。
1988年、ジョン・バーナードが在籍していたフェラーリチームに移籍し、1989年型フェラーリ・640をデザインするにあたって、当初前年に投入される予定だったフェラーリ F188（フェラーリ・639、実際には政治的な理由で投入されず）の空力面には大胆な変更が加えられ、外観は大きく変わった。
1990年6月にフェラーリから離脱し、マクラーレンに加入。マイク・ガスコインに代わりチーフ・エアロダイナミストに就任し、MP4/6の空力を担当する。以後マクラーレンのF1マシンの空力設計を長く手がけ、この間に同チームに空力部門（エアロダイナミクス）と車体挙動部門（ビークルダイナミクス）を設置し、技術開発面での方向性を確立するなどした。
彼は、テディントンの国立物理学研究所の風洞で働いていた。F1での要求が高まるにつれ、彼のエンジニアチームも大きくなり、デュランはすぐに2つの空力チームを彼の管理下に置くようになった。
また、マクラーレン本社に新設される風洞の建設計画を注意深く見守っていた。
2001年1月、プロスト・グランプリにテクニカルディレクターとして加入するが、同年を最後にチームは消滅する。
2002年3月、ジョーダンの設計開発テクニカル・ディレクターに就任し、ニコロ・ペトルッチとともに、EJ13、EJ14を設計。
2004年にアメリカに渡り、メカクロームアメリカの最高経営責任者 (CEO)に就任。
2007年10月、IRLに参戦するレッドブル・チーバー・レーシングのテクニカルディレクターに就任。
2009年、翌2010年のF1世界選手権参戦に名乗りを上げるエプシロン・ユースカディでセルジオ・リンランドとレース車を用意した。
2010年1月からは、米国TRDで働いている。